# ADC Bradesco
ADC Bradesco är en damvolleybollklubb från Osasco i centrala São Paolo, Brasilien. De har blivit brasilianska mästare tre gånger, men bedriver sedan 2009 bara ungdomsverksamhet.
Klubben grundades av BCN Bank 1993, då som BCN/Guarujá i Guarujá. Banken hade tidigare startat ett basketlag, baserat på framgångarna med det laget valde de att expandera verksamheten. De satsade tidigt på klubben genom att rekrytera Enio Figueiredo, som tidigare varit förbundskapten för Brasiliens damlandslag, samt framgångsrika spelare som Isabel, Virna, Márcia Fu, Ida, Ana Cláudia Ramos (alla Brasilien) och Rosa García (Peru). Under 1994 lämnade flera spelare klubben samtidigt som nya kom till och klubben vann brasilianska cupen för första gången. 
Laget har haft sin nuvarande hemvist sedan 1996. I samband med flytten bytte klubben namn till BCN/Osasco. Klubben bytte 2003 namn till Finasa/Osasco (Finasa var en del av BCN Bank). Samma år vann de Superliga Brasileira de Voleibol och blev därigenom brasilianska mästare för första gången, efter att tidigare ha kommit tvåa flera gånger. De följande två säsongerna lyckades de försvara titeln. Därefter följer flera andraplatser. Finasa tillkännagav 2009, två dagar efter finalförlutsen samma år, att de avvecklar seniorverksamheten och fokusera på juniorsidan. Klubben bytte också namn till  Associação Desportiva Classista Bradesco. Bara fyra dagar efter att beslutet om nedläggning tillkännagivits bildades klubben Osasco Voleibol Clube i samma stadsdel, men med andra sponsorer.